# Османова, Ваху Магомедовна
Ваху Магомедовна Османова (25 августа 1956 года, Каспийск, Дагестанская АССР) — советский и российский государственный и общественный деятель. Депутат Верховного Совета СССР 10 созыва. Член ЦК ВЛКСМ.

## Биография
Родилась в 1956 году в городе Каспийск Дагестанской АССР. По национальности — даргинка.
В 1979 году избрана депутатом Верховного Совета СССР 10 созыва.
В 1982 году была избрана делегатом XIX съезда ВЛКСМ, где была избрана членом ЦК ВЛКСМ.
В 1984 году избрана первым секретарём Каспийского горкома ВЛКСМ.
В 1986 году избрана первым секретарём Каспийского горкома КПСС.
В 1991 году перевелась на работу в Каспийскую городскую налоговую инспекцию.
С 1997 года работает начальником Управления социальной защиты населения города Каспийск.
15—18 апреля 1987 года была делегатом на XX съезде ВЛКСМ.
Награждена орденом Трудовой Славы III степени. Лауреат премии Ленинского комсомола.
В 1985 году приняла участие на XII Всемирном фестивале молодёжи и студентов в Москве.